# トール5
トール5（Thor 5）またはトール2Rはノルウェーの通信衛星。Telenor社が保有している。
Star-2衛星バスをベースにし、オービタル・サイエンシズ社が製造した。重量約1900kg、24本のKu bandトランスポンダを搭載し、北欧を始め、ヨーロッパや中東諸国などに衛星放送サービスを提供する。
2008年2月11日にProton-M/Briz-Mによって打ち上げられた。打上げ後、上段のBriz-Mがトール5を直接静止軌道に投入した。